# Schizotomie

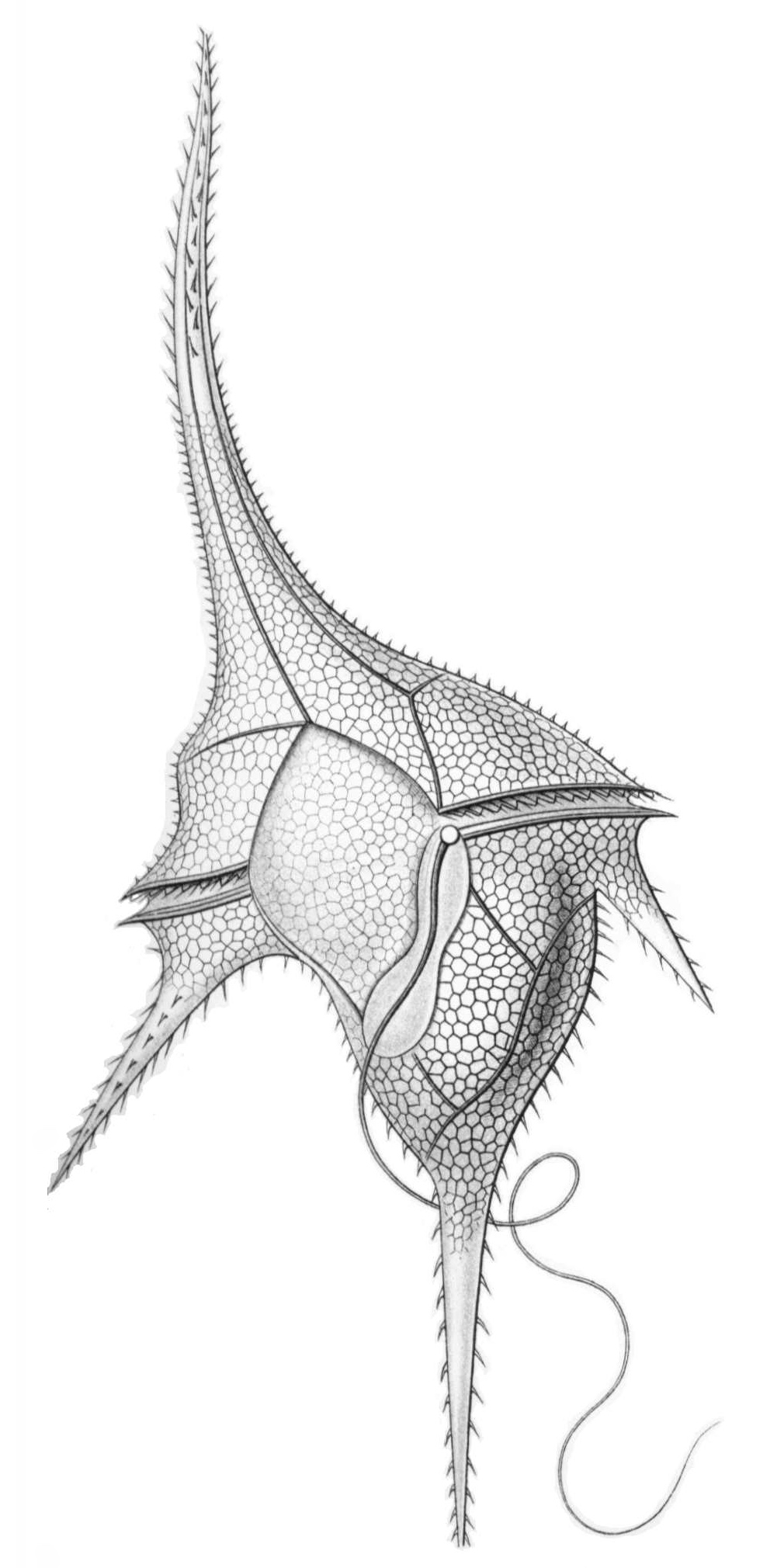
Der Dinoflagellat Ceratium hirundinella pflanzt sich durch Schizotomie fort.

Schizotomie (Zweiteilung) ist in der Biologie die Zweiteilung einer Mutterzelle durch einfache mitotische Teilung in zwei genetisch identische Tochterzellen bei Einzellern. Die Mutterzelle wird vollständig auf zwei Tochterzellen aufgeteilt. Dies stellt die einfachste Form der vegetativen Fortpflanzung dar. Die Schizotomie unterscheidet sich von der Zellsprossung, weil in diesem Fall die Tochterzelle zuerst deutlich kleiner ist als ihre Mutterzelle. 
Beispiele für diese Fortpflanzung sind der zu Gelbgrünen Algen gehörende Ankylonoton pyreniger und die zu den Dinoflagellaten gehörende Art Ceratium hirundinella.